# Saut en hauteur masculin aux championnats du monde d'athlétisme en salle 2012
Navigation
2010 2014
Le concours de saut en hauteur masculin des Championnats du monde en salle de 2012 a lieu les 10 et 11 mars dans l'Ataköy Athletics Arena d'Istanbul (Turquie).

## Records et performances

### Records
Avant ces championnats de 2012, les records du saut en hauteur hommes (mondial, des championnats et par continent) étaient les suivants :
| Record du monde           | Javier Sotomayor   | Cuba                 | 2,43 m | Budapest | 4 mars 1989     |
| Record des championnats   | Javier Sotomayor   | Cuba                 | 2,43 m | Budapest | 4 mars 1989     |
| Record d'Afrique          | Anthony Idiata     | Nigeria              | 2,32 m | Patras   | 15 février 2000 |
| Record d'Asie             | Mutaz Essa Barshim | Qatar                | 2,37 m | Hangzhou | 19 février 2012 |
| Record d'Amérique du Nord | Javier Sotomayor   | Cuba                 | 2,43 m | Budapest | 4 mars 1989     |
| Record d'Amérique du Sud  | Gilmar Mayo        | Colombie             | 2,27 m | Le Pirée | 24 février 1999 |
| Record d'Europe           | Carlo Thränhardt   | Allemagne de l'Ouest | 2,42 m | Berlin   | 26 février 1988 |
| Record d'Océanie          | Tim Forsyth        | Australie            | 2,33 m | Balingen | 16 février 1997 |

### Bilans mondiaux
Avant cette compétition, ils étaient les suivants :
| 1 | Mutaz Essa Barshim   | Qatar           | 2,37 m |
| 2 | Andrey Silnov        | Russie          | 2,36 m |
| 3 | Aleksey Dmitrik      | Russie          | 2,35 m |
| 4 | Robert Grabarz       | Royaume-Uni     | 2,34 m |
| 4 | Ivan Ukhov           | Russie          | 2,34 m |
| 6 | Jesse Williams       | États-Unis      | 2,32 m |
| 6 | Raul Spank           | Allemagne       | 2,32 m |
| 8 | Erik Kynard          | États-Unis      | 2,31 m |
| 8 | Andriy Protsenko     | Ukraine         | 2,31 m |
| 8 | Aleksandr Shustov    | Russie          | 2,31 m |
| 8 | Samson Oni           | Royaume-Uni     | 2,31 m |
| 8 | Jaroslav Bába        | Tchécoslovaquie | 2,31 m |
| 8 | Konstadínos Baniótis | Grèce           | 2,31 m |
| 8 | Michal Kabelka       | Slovaquie       | 2,31 m |
| 8 | Silvano Chesani      | Italie          | 2,31 m |

## Résultats

### Finale
| Rang               | Athlète                 | Pays          | 2,20 | 2,24 | 2,28 | 2,31 | 2,33 | 2,35 | Résultat | Notes |
| ------------------ | ----------------------- | ------------- | ---- | ---- | ---- | ---- | ---- | ---- | -------- | ----- |
| Médaille d'or      | Dimítrios Chondrokoúkis | Grèce         | o    | o    | xo   | xo   | o    | xx   | 2,33 m   | PB    |
| Médaille d'argent  | Andrey Silnov           | Russie        | o    | o    | o    | xo   | xo   | xxx  | 2,33 m   |       |
| Médaille de bronze | Ivan Ukhov              | Russie        | o    | xo   | o    | o    | xxx  |      | 2,31 m   |       |
| 4                  | Zhang Guowei            | Chine         | o    | o    | xo   | xo   | xxx  |      | 2,31 m   | =NR   |
| 5                  | Konstadínos Baniótis    | Grèce         | o    | o    | xo   | xo   | xx-  | x    | 2,31 m   | SB    |
| 6                  | Robert Grabarz          | Great Britain | o    | o    | o    | xxo  | xxx  |      | 2,31 m   |       |
| 6                  | Jesse Williams          | États-Unis    | o    | o    | o    | xxo  | xxx  |      | 2,31 m   |       |
| 8                  | Trevor Barry            | Bahamas       | o    | o    | xo   | xxo  | xxx  |      | 2,31 m   | SB    |
| 9                  | Mutaz Essa Barshim      | Qatar         | o    | o    | o    | xxx  |      |      | 2,28 m   |       |
| 9                  | Raul Spank              | Allemagne     | o    | o    | o    | xxx  |      |      | 2,28 m   |       |

### Qualifications
Les conditions de qualifications étaient le franchissement d'une barre à 2,32 m ou de faire partie des 8 meilleurs athlètes, mais les officiels du concours décident de ne pas faire concourir les athlètes à 2,32 m et qualifient automatiquement les 10 athlètes ayant passé 2,29 m.
| Place | Athlète                 | Performance | Notes |
| ----- | ----------------------- | ----------- | ----- |
| 1er   | Raul Spank              | 2,29 m      | q     |
| 1er   | Dimítrios Chondrokoúkis | 2,29 m      | q, SB |
| 1er   | Mutaz Essa Barshim      | 2,29 m      | q     |
| 4e    | Zhang Guowei            | 2,29 m      | q     |
| 5e    | Trevor Barry            | 2,29 m      | q     |
| 6e    | Robert Grabarz          | 2,29 m      | q     |
| 6e    | Jesse Williams          | 2,29 m      | q     |
| 8e    | Ivan Ukhov              | 2,29 m      | q     |
| 9e    | Andrey Silnov           | 2,29 m      | q     |
| 10e   | Konstadínos Baniótis    | 2,29 m      | q     |
| 11e   | Viktor Ninov            | 2,26 m      |       |
| 12e   | Majed Aldin Ghazal      | 2,26 m      | NR    |
| 13e   | Jaroslav Bába           | 2,22 m      |       |
| 14e   | Samson Oni              | 2,22 m      |       |
| 15e   | Donald Thomas           | 2,22 m      |       |
| 16e   | Silvano Chesani         | 2,22 m      |       |
| 17e   | Mihai Donisan           | 2,22 m      |       |
| 18e   | Andriy Protsenko        | 2,22 m      |       |
| 19e   | Diego Ferrín            | 2,22 m      | SB    |

## Légende
Records et Performances
- AR : Record continental (area record)
- CR : Record des championnats (championship record)
- MR : Record du meeting (meet record)
- NR : Record national (national record)
- OR : Record olympique (olympic record)
- PR : Record paralympique (paralympic record)
- PB : Record personnel (personal best)
- SB : Meilleure performance personnelle de la saison (season's best)
- WL : Meilleure performance mondiale de l'année (world leader)
- WJR : Record du monde junior (world junior record)
- WR : Record du monde (world record)

Circonstances et Conditions
- DNF : N'a pas terminé (did not finish)
- DNS : N'a pas pris le départ (did not start)
- DQ : Disqualification (disqualification)
- NM : Aucun essai valable enregistré (No Mark)
- Q : Qualifié « directement » au prochain tour (ou à la prochaine compétition), lors d'une compétition majeure, grâce au classement ou à la réalisation des minima (automatic qualifier)
- q : Qualifié au prochain tour (ou à la prochaine compétition), lors d'une compétition majeure, grâce au repêchage ou à la réalisation de l'une des meilleures performances parmi celles des « non qualifiés directement » (grâce au meilleur temps ou à la meilleure distance par exemple) (secondary qualifier)